# Till Cissokho
Till Cissokho, né le 8 février 2000 à Paris, est un footballeur français qui joue au poste défenseur central au CF Estrela da Amadora.

## Biographie

### Débuts et formation
Till Cissokho, né le 8 février 2000 à Paris, commence le football en France en janvier 2009, à l'age de huit ans au Montrouge FC 92. En 2015, il s'engage avec les Girondins de Bordeaux où il va être formé. Après être passé par toutes les équipes jeunes, il intègre l'équipe réserve du club Girondins ou il effectue un total de 39 matchs pour 2 buts durant 3 saisons en National 3 et en National 2.

### Girondins de Bordeaux
Le 11 janvier 2019, Till Cissokho signe son premier contrat professionnel avec les Girondins de Bordeaux pour une durée de deux saisons, soit jusqu'en 2021,.
Paulo Sousa le lance pour ses débuts professionnels, le 14 avril 2019, lors d'une défaite trois buts à zéro à l'extérieur en Ligue 1 contre l'AS Saint-Étienne,.

### Clermont Foot 63
Le 21 juin 2019, Till Cissokho s'engage librement au Clermont Foot 63 pour une durée de trois saisons, soit jusqu'en 2022.
Il fait ses débuts pour le Clermont Foot 63, le 27 aout 2019,  lors du 2e tour de Coupe de la Ligue contre le RC Lens (match nul 2-2, défaite 7-6 aux t.a.b).

### Prêt à l'Austria Lustenau
Le 12 aout 2020, Till Cissokho est prêté pour une saison à l'Austria Lustenau,, avec ses coéquipiers Brandon Baiye et Blankson Anoff (en).
Il fait ses débuts pour l'Austria Lustenau, le 29 aout 2020, remplaçant Michael Lageder (en), lors du 1er tour d'ÖFB-Cup contre le SV Stripfing (en) (défaite 2-1).
Le 8 mai 2021, lors de la 27e journée de 2. Liga contre le SKU Amstetten, Cissokho inscrit son premier but avec l'Austria Lustenau (victoire 4-2).

### Prêt à l'US Quevilly
Le 17 juillet 2021, Till Cissokho est prêté pour une saison à l'US Quevilly. C'est avec ce club qu'il « s'est surtout imposé ».
Il fait ses débuts pour l'US Quevilly, le 24 juillet 2021, lors de la 1ère journée de Ligue 2 contre l'USL Dunkerque (match nul 1-1).
Le 3 décembre 2021, lors de la 17e journée de Ligue 2 contre l'AS Nancy-Lorraine, Cissokho inscrit son premier but avec l'US Quevilly (victoire 2-1).
Alors au club de QRM avec un contrat jusqu'en juin 2014, il s'initie à la boxe,.

### Au Portugal
Après QRM, il rejoint la D1 portugaise au CF Estrela de Amadora où il signe pour deux saisons comme défenseur central,,.

### Prêt à Rodez en Ligue 2
En janvier 2025, il est prêté au club de Ligue 2 du Rodez Aveyron Foot.

### Carrière en sélection
Til Cissokho est un ancien international junior français. Il a été sélectionné à plusieurs reprises avec les sélections de France des moins de 16 ans aux moins de 18 ans. Il a remporté le Tournoi du Val-de-Marne avec l'équipe des moins de 16 ans en 2015.

## Palmarès

### En sélection
France -16 ans
- Tournoi du Val-de-Marne (1):
  - Vainqueur en 2015.